# Hôtel Pellé de Montaleau
Pour les articles homonymes, voir Pellé et Bosredon.
L'hôtel Pellé de Montaleau (également connu comme hôtel de Bosredon) est un hôtel particulier situé sur la place des Victoires à Paris, en France.

## Localisation
L'hôtel Pellé de Montaleau est situé dans le 2e arrondissement de Paris, au 8 place des Victoires. Il se trouve sur le côté nord-ouest de la place, entre les hôtels de Prévenchères et Gigault de La Salle.

## Historique
L'hôtel date de la fin du XVIIe siècle.
L'édifice est inscrit au titre des monuments historiques en 1926.